# Frank Nouble
Frank Herman Nouble (* 24. September 1991 in Lewisham, London) ist ein englischer Fußballspieler.

## Karriere

### Verein
Nouble wurde in Lewisham, London geboren und seine Eltern stammen von der Elfenbeinküste. Er startete seine Karriere im Jahr 2004 bei der U-12-Mannschaft des FC Chelsea und war seit der Saison 2007/08 ein fester Bestandteil des Akademieteams. Im November 2007 absolvierte er sein Debüt in der Reservemannschaft.
Im Juli 2009 lehnte er ein Vertragsangebot des FC Chelsea ab und unterschrieb am 21. Juli einen Fünfjahresvertrag beim Lokalrivalen West Ham United. Sein erstes Premier-League-Spiel und damit auch erstes Profispiel bestritt er am 15. August beim 2:0-Auswärtssieg über die Wolverhampton Wanderers, wo er als Einwechselspieler für Carlton Cole ins Spiel kam. Am 17. Januar 2010 folgte sein Debüt in der Startelf bei einem 0:0-Unentschieden bei Aston Villa. Am 8. Februar wurde er für einen Monat an West Bromwich Albion verliehen. Nur einen Tag später folgte sein erstes Spiel gegen Scunthorpe United.
Nach seiner ersten Leihphase gab es weitere Leihfristen bei diversen Vereinen, wie zum Beispiel bei Swindon Town vom 19. März bis zum 19. April. Swindon Town hatte große Verletzungssorgen, da die beiden wichtigen Spieler Vincent Péricard und Billy Paynter sich verletzt hatten. Am Tag nach der Verpflichtung bestritt er sein Debüt für Swindon gegen Norwich City. Im April wurde die Leihfrist bis zum Saisonende 2009/10 verlängert.
In der neuen Saison wurde Nouble im September gleich wieder verliehen und zwar für drei Monate an Swansea City. Am 18. September absolvierte er sein erstes Spiel für diese Mannschaft gegen Scunthorpe United, wie schon während der Leihfrist bei West Bromwich Albion. Am 28. September schoss er beim 3:2-Sieg über den FC Watford das erste Tor seiner Profikarriere. Er war als Einwechselspieler ins Spiel gekommen und erzielte mit seinem ersten Ballkontakt die zwischenzeitliche 3:0-Führung.
Doch nach einer Verletzung und einer damit verbundenen Zwangspause kehrte er im Oktober wieder zurück nach London. Im Januar 2011 wechselte Nouble bis zum Ende der Saison auf Leihbasis zum FC Barnsley. Schon einen Tag später kam er beim 2:0-Sieg gegen Preston North End zu seinem ersten Ligaeinsatz. Im März entschied Trainer Mark Robins, die Leihphase vorzeitig zu beenden, daraufhin kehrte Nouble wieder zurück. Schon am 11. März wurde Nouble wieder verliehen, dieses Mal für einen Monat an Charlton Athletic. Bei der 0:1-Heimniederlage gegen den FC Brentford absolvierte er sein Debüt und am 19. März erzielte er bei einer 1:2-Niederlage bei Dagenham & Redbridge sein erstes und einziges Tor für Charlton.
Zur Saison 2011/12 wurde er im September 2011 zunächst für einen Monat an den FC Gillingham verliehen. In seinem Debütspiel traf er beim 6:1-Sieg über Hereford United einmal. Nach einem sehr überzeugenden Monat dort, wurde seine Leihfrist um einen weiteren Monat verlängert. Am 31. Dezember erzielte Nouble sein erstes und einziges Ligator für West Ham bei der 1:2 gegen Derby County. Zwei Tage vor der Schließung des Wintertransferfensters im Januar 2012 versuchte der Viertligist Crawley Town Nouble zu verpflichten, West Ham akzeptierte den Transfer, allerdings war Nouble nicht damit einverstanden. Im März wurde er dann wiederum für einen Monat an den FC Barnsley verliehen.
Am 23. Mai gab West Ham bekannt, den auslaufenden Vertrag von Nouble nicht zu verlängern und er ablösefrei wechseln könne.
Daraufhin wechselte er am 22. Juni zu den Wolverhampton Wanderers, wo er einen Zweijahresvertrag unterschrieb. Nach nur zwei Kurzeinsätzen in der Hinrunde der Saison 2012/13 wurde sein Vertrag bereits nach einem halben Jahr wieder aufgelöst und Nouble wechselte im Januar 2013 zu Ipswich Town. Dort wurde er schon zu Beginn Stammspieler, auch wenn die Torbeute mit zwei Toren aus 38 Ligaspielen in der Saison 2013/14 eher mäßig ausfiel. Im September 2014 wurde Nouble an Coventry City verliehen und schon bei seinem Pflichtspieldebüt erzielte er den 1:0-Siegtreffer gegen den FC Gillingham.

### Nationalmannschaft
Nouble spielte 2008 für die englische U-17-Nationalmannschaft, am 8. Oktober 2009 folgte sein Debüt in der U-19-Nationalmannschaft beim 3:1-Sieg über Finnland im Qualifikationsspiel im Rahmen der U-19-Fußball-Europameisterschaft 2010 in Frankreich.
Am 18. Juli 2010 gelangen ihm im Endrundenspiel zwei Treffer beim 3:2-Sieg über Österreich.